# Simoente

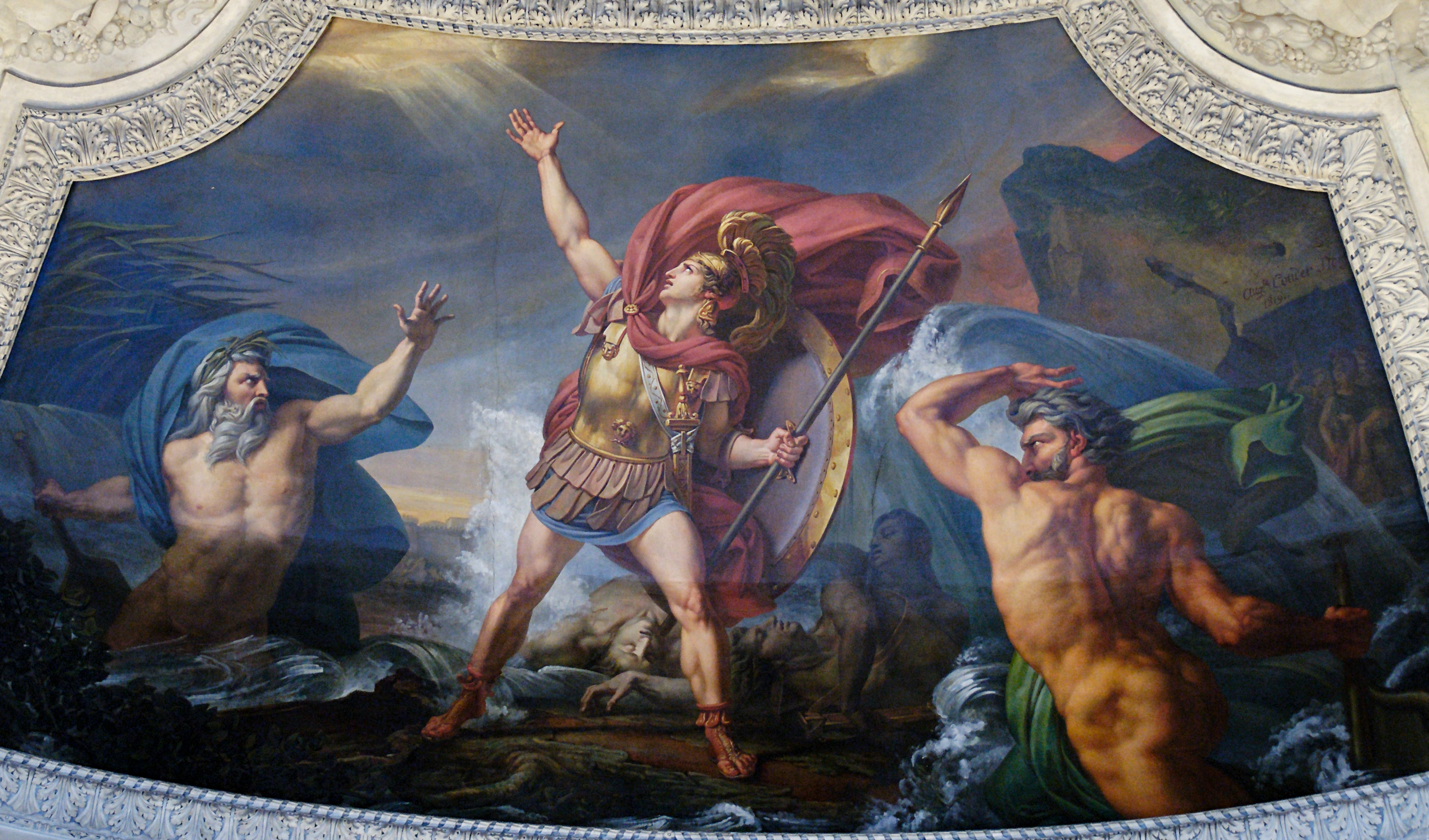
Água, ou a luta de Aquiles contra o Escamandro e o Símois. Tela de Auguste Couder (1819), decoração do átrio da Rotunda de Apolo no Palácio do Louvre

Simoente ou Símois  (em grego: Σιμόεις; romaniz.: Simóeis) era um rio da planície troiana e, ao mesmo tempo, o nome do seu deus na mitologia grega. Como outros deuses fluviais, Simoente é filho de Oceano e Tétis, sendo o irmão do deus Escamandro, rio o qual confluía. Símois tem duas filhas, Astíoque e Hieromneme, casadas com Erictônio e Assáraco, respectivamente. Quando os deuses se dividiram e tomaram partido na Guerra de Troia, Simoente lutou ao lado dos troianos.
Com efeito, no canto XXI da Ilíada, os rios Simoente e Xanto bateram-se em favor dos Troianos, acossando Aquiles com as suas águas, até serem arredados por Vulcano, que os faz recuar com o fogo, obrigando os troianos a refugiar-se dentro das muralhas da cidade.
Não se tem com precisão a localização atual correspondente dos dois rios. Na Ilíada de Homero, Posídon e Apolo lançam os rios furiosos para derrubar um muro grego em seu acampamento perto de Troia, sendo o Simoente então citado como o "de margens juncadas de escudos/ e de elmos empoeirados de heróis – semideuses."